# Fernanda Valadez
Fernanda Valadez (Guanajuato, 1981) és una directora i guionista mexicana.

## Carrera
Es va diplomar al Centro de Capacitación Cinematográfica.
El 2014 va fundar, juntament amb altres cineastes, la companyia EnAguas Cine, on es va produir el llargmetratge Los días más oscuros de nosotras d'Astrid Rondero. Aquest projecte va rebre fons i suports del FONCA i IMCINE, entre d'altres.
Col·labora també amb Chulada Films, qui produeix el documental Ráfagas Serranas de Dalia Reyes.
La seva opera prima com a directora Sin señas particulares va obtenir la beca Jóvenes Creadores del FONCA i va ser financiat per FOPROCINE.

## Filmografia
- 2020. Sin señas particulares. Premi del públic i Millor guió en la World Dramatic Competition al Festival de Sundance. Premio Horizontes Latinos i Premi Cooperació Espanyola en el Festival de Cinema de Sant Sebastià.[4][5] Nominada i guanyadora al Premi Ariel de 2021 a la millor direcció.[6][7]
- 2015. 400 maletas, va ser seleccionat a l' Editing Studio del Berlinale Talents 2013, a més de ser nominat a l'Ariel com a millor curtmetratge de ficció 2015 i la nominació al Oscar estudiantil en la categoria estrangera.[8][9][10]
- 2011. De este mundo. Premi al millor curtmetratge al Festival de Cinema de Guanajuato i el Premi de la Cámara Nacional de la Industria Cinematográfica.